# Toulouse-i Szent Lajos

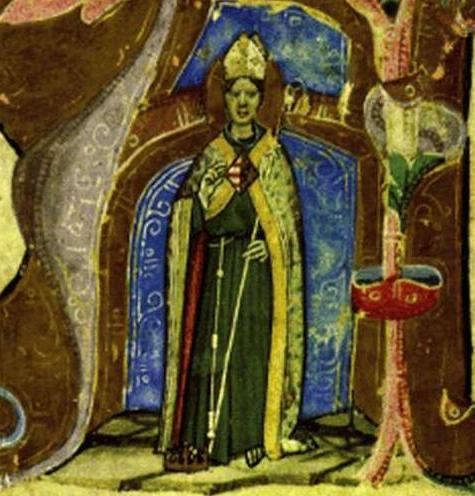
Toulouse-i Szent Lajos a magyar-Anjou címerrel a Képes Krónikából.

Toulouse-i Szent Lajos (Brignoles, 1274. február 9. – Brignoles, 1297. augusztus 19.) ferences szerzetes, Toulouse püspöke. 
Anjou Lajos a későbbi nápolyi király, II. Anjou Károly második fia és V. István magyar király unokája volt. 
1288-ban két testvérével együtt túszként III. Alfonz aragóniai király udvarába került, és hét évet töltött ott. Fogsága első évét a moncadai várban töltötte, majd 1289-1293-ig Ciurana várában őrizték. Ezután Castile, Barcelona, majd ismét Ciurana volt a börtöne. Fogságukban két ferences, Francesco Brun (későbbi gaetai püspök) és Pietro Scarier (későbbi rapollai püspök) volt mellettük. Leveleztek Petrus Olivi ferencessel, aki vigasztalta és bátorította őket. A fogság alatt Lajosban megérlelődött a papi hivatás, a ferencesekkel való kapcsolat pedig a rend felé irányította. 1294-ben V. Celesztin pápa engedélyével fölvette a tonzúrát, s a pápa októberben rábízta a lyoni érsekséget: "annak ellenére, hogy még kiskorú vagy, s hogy túszként ellenségeid fogságában élsz". E kinevezést 1295 áprilisában VIII. Bonifác pápa semmisnek nyilvánította.
1295-ben meghalt II. Károly elsőszülött fia, Martell Károly, s a trónöröklés Lajosra szállt, ő azonban ez év októberében kiszabadulva a fogságból, Montpellier-ben be akart lépni a ferencesekhez. A rendfőnök, félve a király haragjától, nem engedélyezte a belépést. Lajos tehát Rómába ment, ahol VIII. Bonifác pápa karácsonykor szubdiakónussá szentelte. Ezután Nápolyba ment és lemondott a trónról testvére, Róbert javára. Az érsek május 19-én pappá szentelte.
Már a katalóniai fogság idején föltűnt Lajos egyszerűsége, alázatossága és jámborsága, melyekben szentelése után tovább tökéletesedett. Vágya, hogy ferences lehessen, nem csökkent. Ezért mikor a pápa 1296. decemberében Toulouse püspökévé akarta kinevezni, csak úgy fogadta el, ha ferences lehet. December 24-én tett fogadalmat (a ferences ruhát azonban a pápa parancsára nyilvánosan nem viselhette), 30-án pedig megkapta a püspöki kinevezést. 1297. február 5-én, miután a római Ara Coeli-templomban ünnepélyes misét pontifikált, levetette püspöki ruháit, és nyilvánosan magára öltötte a ferences habitust. Atyja emiatt nagyon megharagudott rá.
1297 májusában érkezett Toulouse-ba, s már júniusban elindult Katalóniába, hogy békét teremtsen II. Jakab és Foix hercege között. Útjáról visszatérőben augusztus folyamán megállt szülővárosában, Brignoles-ban, ahol váratlanul megbetegedett, és augusztus 19-én meghalt. A hagyomány úgy tudja, hogy csak a halál akadályozta meg, hogy lemondjon püspökségéről. A marseille-i ferences templomban temették el. Testét itt őrizték 1423-ig, amikor V. Alfonz aragóniai király ereklyéit átvitette Valenciába, ahol a katedrálisban helyezték el.
Temetése után a sírjánál csodák történtek. Boldoggá avatását 1300-ban indították el, és 1317-ben avatták szentté. Ünnepét a rendben augusztus 19-én ülik.
A szénhordók védőszentje. Károly Róbert magyar király Lippán ferences templomot és kolostort épített a tiszteletére.